# 格雷靈 (密歇根州)
格雷靈（英語：Grayling）是一個位於美國密歇根州克勞福德縣的城市。根據2010年美國人口普查，該地共人口1884人，而該地的面積約為5.39平方千米。同時該地也是克勞福德縣的縣治。

## 地理
格雷靈的座標為44°39′47″N 84°42′49″W / 44.66306°N 84.71361°W，而該地的平均海拔高度為347米（即1138英尺）。